# FC-31
FC-31鹘鹰战斗机是中国沈阳飞机工业集团研制的双发单座中型第五代戰鬥機原型机。

## 名称
2014年11月11日，第十届中国国际航空航天博览会的官方展板首次公布了该战机的名称：FC-31鹘鹰战斗机，还展示了一架同名但略有改进的战斗机模型。

## 设计
FC-31由中國工程院院士、中航集團副總工程師孫聰擔任總設計師，其采用常规氣動布局，配备了DSI进气道、梯形主翼、倾斜双垂尾及内置弹仓，具备典型隐形战机的特征，可被探测性较低，因此生存能力较高。此外，该战机拥有优异的电子对抗性能，可完成目标探测、外部信息综合处理及多目标超视距大离轴角全向攻击等任务，有较高的性价比。鹘鹰战机將采用新開發的两台高性能小涵道比涡扇发动机作为推进系统，并装配一门航炮，具有较强的内埋及外挂能力，可挂装多种先进的空对空、空对地武器。
因裝備了短距起降的雙前輪起落架，所以有媒體猜测可能由其衍生出可用于中国航空母舰上的舰载型战斗机。
FC-31是中国第一架采用3D打印制造一体化机翼与机身中部的战斗机。沈阳飞机公司副总设计师王向明透露，新的制造方法使得FC-31的零件数量只有传统工艺的50%，且工装及模具数量仅为中国三代机所需的46%，制造的时间和成本大大降低。另外，FC-31的的舰载机型據傳可能将用于中国的国产航母。

## 历史
2012年6月23日，FC-31战机首次在中国大陆某个公路收费站附近被拍摄到。当时飞机的主体外壳被安置在卡车上进行陆运，以迷彩布严密包裹，故被大陸军事爱好者昵称为“粽子机”。有消息称，该机的官方正式代号将會是鹘鹰。
2012年9月16日凌晨1時30分，网络相关照片曝光，显示该架飛机的首架原型机编号为31001，即310工程第一架验证机。
2012年10月31日，一架编号为31001的FC-31在兩架歼-11BS的陪伴下完成了首次飞行。
2014年10月28日，FC-31战机抵达第十届中国国际航空航天博览会现场展出，被视为该型号有机会面向海外市场的重大信号。中国航空工业集团董事长林左鸣在接受采访时称该机研发充分考虑了市场的各种可能性。中航工业副总经理李玉海表示，FC-31在研制之初除了考虑装备解放军外，还专门设计了一款外销型号，以求打破西方国家在隐身战机市场的垄断。
2014年11月12日，鹘鹰战机验证机在珠海航展上进行了首次公开飞行表演。次日，央視报道表示该机有极大可能用于出口市场和舰载机，同時表示最终定型与本次展示的原型机有较大不同，发动机将国产化，在央视航展专访节目中瀋飛代表表示FC-31的性价比将比F-35高，且设计过程中已将在战场上与F-35交战的状况纳入考虑，有信心取胜。此外，航展上公布的鹘鹰战机缩比模型与验证机相比有诸多改进，如利用后掠垂尾替换梯形垂尾、换装整体座舱盖及优化内埋武器舱结构等，提升了机动性能、隐身性能及挂载能力。
2015年11月8日，鹘鹰战机在第14届迪拜国际航空展上展出，这是鹘鹰首次在中国以外的国家进行宣传推广。中航工业副总经理李玉海接受采访时表示，经过一年的改进，鹘鹰在性能、平台和系统等诸多方面均有提升。
2016年12月23日，一架改进版FC-31型战机进行首飞。这飞机在垂直尾翼、航电、雷达、发动机等方面，相较之前的FC-31做出了改进，被称为FC-31 2.0
2020年9月9日，FC-31鶻鷹3.0驗證機正在試飛，其驗證機機頭已有「31003」編號，且發動機在加力狀態下已經沒有黑煙，或已換裝了中國國產的WS-13發動機，而非俄製發動機。該驗證機還取消了機頭空速管，證明飛行測試進入了下一階段，或許已經安裝了有源相控陣雷達。